# Aireacht
L'Aireacht (gaelico irlandese per "Ministero") è stato il Consiglio dei Ministri della Repubblica irlandese, proclamata nel 1919 dal Parlamento rivoluzionario, tra il 1919 ed il 1922. L'Aireacht venne istituito dalla Dáil Constitution adottata dal Primo Dáil dopo la Dichiarazione d'Indipendenza del 1919.
La Repubblica Irlandese non aveva, inizialmente, un capo di Stato e solo nel 1921 il capo dell'Aireacht, all'epoca Éamon de Valera (Sinn Féin), venne proclamato Presidente della Repubblica Irlandese.